# Iglesia de Nuestra Señora del Líbano
La iglesia de Nuestra Señora del Líbeano (en portugués: igreja de Nossa Senhora do Líbano) es un templo greco-católico melquita

## Ubicación
Está situado en Fortaleza, ciudad costera del norte de Brasil. Es sede de una parroquia regida por un archimandrita. Monumento religioso, esta iglesia maronita se encuentra en el pueblo de Harissa, a una altitud de 650 m, sobre el pueblo Jounieh, y además de su carácter religioso, es un destino turístico popular en el Líbano.